# Adk-ulm
Die adk-ulm (Akademie für darstellende Kunst) ist ein staatlich anerkanntes Berufskolleg für Theater und Film in Ulm.

## Beschreibung
Die Akademie für darstellende Kunst adk-ulm GmbH ist ein staatlich anerkanntes Berufskolleg. Sie wurde 1996 gegründet und zählt mit ihren über 250 Absolventen zu einer der großen deutschen Schauspielschulen in freier Trägerschaft. Sie ist die einzige Schauspielschule Europas, die bereits seit 2003 auch Menschen mit körperlicher Behinderung aufnimmt. Auch Mehrfachbegabungen  werden  gefördert. 

## Ausbildung
Das Schuljahr ist in Trimester eingeteilt und beginnt jeweils am 1. September eines Jahres. Der Unterrichtsbeginn entspricht dem Schulbeginn in Baden-Württemberg. Das erste Jahr ist ein Orientierungsjahr und beinhaltet eine Grundausbildung für Schauspiel. Am Ende des ersten Jahres wird nach einer Orientierungsprüfung die Fachausbildung gemeinsam mit den Lehrkräften festgelegt. Die Fachausbildung dauert weitere drei Jahre und der Abschluss ist dem eines Bachelor entsprechend. Zwischen den Trimestern gibt es unterrichtsfreie Zeiten, in denen Projekte erarbeitet werden können.

## Fachrichtungen
- Schauspiel
- Regie
- Theaterpädagogik
- Dramaturgie/Drehbuchschreiben

## Voraussetzungen
Allgemeine Hochschulreife, Realschulabschluss oder Hauptschulabschluss mit abgeschlossener Berufsausbildung.

## Studiengebühren
Die Ausbildung ist gebührenpflichtig. Die adk-ulm ist Schüler-BAföG-berechtigt.

## Akademietheater
Angeschlossen an die Akademie sind zwei Theater. Hier werden Projekte von Studierenden und Lehrkräften aufgeführt.